# Karl Berger
Pour les articles homonymes, voir Berger (homonymie) et Karl Berger (homonymie).
Karlhanns Berger, dit Karl Berger (né le 30 mars 1935 à Heidelberg (Bade-Wurtemberg) et mort le 9 avril 2023 à Albany (État de New York)), est un vibraphoniste et pianiste  de jazz allemand.
Il était jusqu'en 2003 professeur à l'École supérieure de musique et d'arts figuratifs (Hochschule für Musik und Darstellende Kunst) de Francfort-sur-le-Main. Il a dirigé ensuite jusqu'en 2005 le département musique de l'Université du Massachusetts à Dartmouth.
En 1968 il a fondé avec Don Cherry la New York Total Music Company et en 1971 avec Ornette Coleman la Creative Music Foundation. À la fin des années 1960, il participe à l'aventure d'Escalator over the Hill. En 1973 il a dirigé avec sa femme Ingrid à Woodstock le Creative Music Studio dans lequel, entre autres John Cage, Lee Konitz, Steve Lacy, Richard Teitelbaum et George Rusell ont enseigné et formé des grands orchestres avec leurs étudiants. Berger s'est intéressé très tôt à la World music.
Karl Berger est marié avec la chanteuse Ingrid Sertso avec laquelle il se produit régulièrement en duo et en quartet. Avec Albert Mangelsdorff, Gunter Hampel et Peter Brötzmann, il fait partie de la première génération du Free jazz d'Allemagne de l'Ouest.